# بچه‌های جاسوس (مجموعه‌فیلم)
بچه‌های جاسوس (به انگلیسی: Spy Kids) یک فرنچایز چندرسانه‌ای آمریکایی ساخته شده توسط رابرت رودریگز که در سری فیلم‌های کمدی اکشن - جاسوسی رده‌بندی می‌شود و تا کنون ۵ فیلم از این سری فیلم‌ها به نام‌های بچه‌های جاسوس، بچه‌های جاسوس ۲، بچه‌های جاسوس ۳، بچه‌های جاسوس ۴، و آرماگدون (۲۰۲۳) ساخته شده‌است.

## فیلم‌ها
- بچه‌های جاسوس به کارگردانی رابرت رودریگز (۲۰۰۱)
- بچه‌های جاسوس ۲ به کارگردانی رابرت رودریگز (۲۰۰۲)
- بچه‌های جاسوس ۳ به کارگردانی رابرت رودریگز (۲۰۰۳)
- بچه‌های جاسوس ۴ به کارگردانی رابرت رودریگز(۲۰۱۱)
- بچه‌های جاسوس: آرماگدون به کارگردانی رابرت رودریگز (۲۰۲۳)